# Leptocera michigana
Leptocera michigana är en tvåvingeart som beskrevs av Curtis W. Sabrosky 1949. Leptocera michigana ingår i släktet Leptocera och familjen hoppflugor. Inga underarter finns listade i Catalogue of Life.